# Pseudalsophis steindachneri
Pseudalsophis steindachneri — вид змій родини полозових (Colubridae). Ендемік Галапагоських островів

## Поширення і екологія
Pseudalsophis steindachneri мешкають на островах Санта-Крус, Саймур-Норте, Санта-Фе, Бальтра, Рабіда і Сантьяго в архіпелазі Галапагоських островів. Вони живуть в сухих і вологих чагарникових заростях, а також серед скель і застиглої лави. Зустрічаються на висоті до 100 м над рівнем моря.

## Збереження
МСОП класифікує стан збереження цього виду як близький до загрозливого. Pseudalsophis steindachneri хижацтво з боку інтродукованих кішок і щурів.